# Reino Ártico: A Vida em seu limite
 Reino Ártico: A Vida em seu limite é um documentário do canal National Geographic lançado em 1995 com duração de 55 minutos, que destaca fatos sobre animais da região ártica da Terra

## Sinopse
Somente os fortes sobrevivem no telhado do mundo. No gelo do ártico vive seu mais feroz predador 'o urso polar' rondando um dos mais inacessíveis lugares do planeta, um reino escondido habitado por criaturas impressionantes. Dotado de olfato aguçadíssimo e 765 quilos de pele e poderosas presas, o urso polar encontra-se sozinho no topo da cadeia alimentar. Ainda assim, muitos outros caçadores conseguem sobreviver nas difíceis águas do ártico, desde a sabida raposa ártica ao pesadão e bigodudo leão-marinho. O gelo ártico é revelado como um lugar de perigo e tragédia, onde os animais ficam encalhados em águas geladas, apanhados entre lençóis de gelo e surpreendidos na batalha pela sobrevivência...